# Kakrarahu
Kakrarahu est une île d'Estonie.